# تنغ دة شلال (شلال ودشتغل)
تنغ دة شلال (بالفارسية: تنگده شلال) هي منطقة سكنية تقع في إيران في قسم شلال ودشتغل الريفي. يقدر عدد سكانها بـ 64 نسمة بحسب إحصاء 2016.